# Les ritaliens - Un'aria italiana
Les ritaliens - Un'aria italiana (Les Ritaliens) è un film TV franco-belga del 2001 diretto da regista Philomène Esposito.

## Trama
A metà degli anni cinquanta due giovani sposi, Francesco e Vittoria Rinaldi, emigrano dalla Calabria in Francia accompagnati dalla madre di lui e dalla figlioletta Pasqualina. La famiglia si stabilisce nell'azienda agricola della famiglia Moreau, in una località della Costa Azzurra. Nasce un'altra bambina, Anna. Francesco lavora nell'edilizia; raggiunto dai suoi parenti, acquista un appezzamento di terreno con vista sul mare, dove gli emigrati italiani intendono costruire la loro futura abitazione.
I Moreau, una coppia di mezza età senza figli mostrano affetto soprattutto per Pasqualina, brillante studentessa ben integrata nella società francese; Francesco, ombroso e orgoglioso, si oppone a che si crei un'eccessiva familiarità fra la ragazza e la coppia francese benestante. Il signor Moreau spinge Francesco ad avviare una piccola impresa edile e lo aiuta a trovare una buona commessa. Fra gli operai di Francesco c'è anche Gino, un giovane muratore italiano verso il quale le due figlie adolescenti di Francesco provano simpatia. Gino tuttavia muore in un incidente sul lavoro, mascherato da incidente stradale per evitare problemi all'impresa edile di Francesco.
Anna, la figlia tredicenne di Francesco, legata ai valori della terra di origine dei suoi familiari sebbene nata in Francia, apprende la verità sulla morte di Gino e cerca di uccidere il signor Moreau. Francesco e la sua famiglia sono immediatamente scacciati dall'azienda dei Moreau. Francesco si presta a duri lavori manuali per mantenere i suoi familiari. Grazie a Pasqualina si riallacciano i rapporti fra i Moreau e i Rinaldi. Un imprenditore francese, Canapa, vorrebbe acquistare il terreno di proprietà degli emigranti italiani per costruirvi un albergo. Francesco rifiuta le offerte di Canapa, e il francese reagisce incendiando le proprietà degli italiani e cercando di uccidere Francesco. La solidarietà familiare esce rafforzata dalle difficoltà. Muore la madre di Francesco. Anna e suo padre scendono in Calabria per spargere sulla terra natia le ceneri della congiunta defunta.